# Karl Heinz Roth

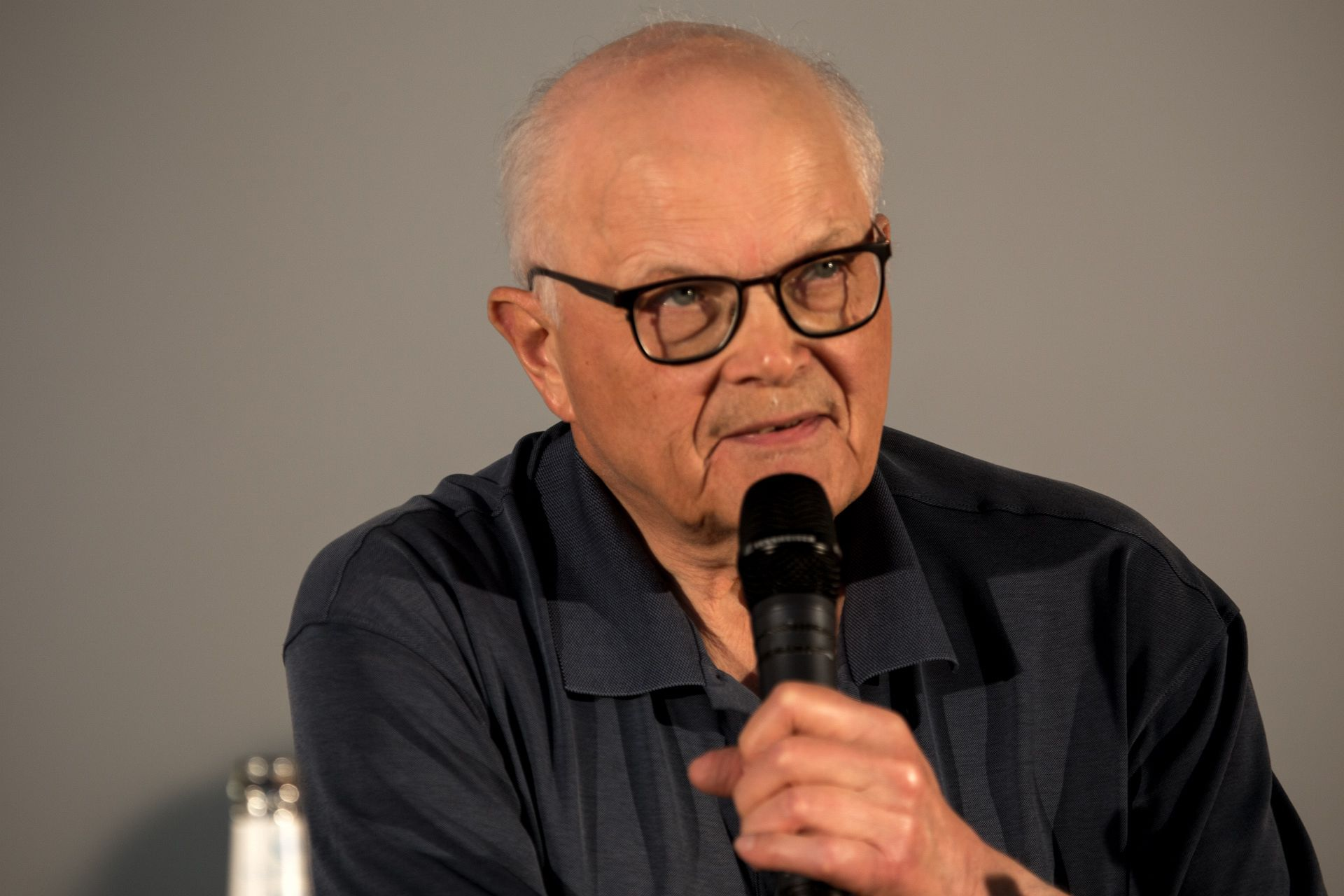
Karl Heinz Roth, 2018

Karl Heinz Roth, Pseudonyme: Oskar Altnarr, Egon Bahr, Leo Kerrner, (* 27. Mai 1942 in Wertheim) ist ein deutscher Arzt, politischer Publizist und Historiker.  Er wurde vor allem durch seine Arbeiten zur Sozialgeschichte des Nationalsozialismus bekannt.

## Leben
Roth ist Sohn eines Polizeimeisters und einer Näherin. Er absolvierte 1961 das Abitur. Nach dem Abitur ging er freiwillig zur Bundeswehr und wurde der Luftwaffe zugeteilt. Hier erlebte er, wie sich die deutschen Streitkräfte in ihrer Traditionspflege unkritisch auf die Wehrmacht des Dritten Reiches beriefen. Daher verweigerte Roth die Ablegung des „Feierlichen Gelöbnisses“ – laut Roth sein „erster bewußter politischer Schritt“. Daraufhin wurde er in eine Sanitätseinheit „strafversetzt“.
Es folgte ein Medizinstudium an den Universitäten Würzburg und Köln und die Teilnahme am Studentenprotest gegen Notstandsgesetzgebung und Vietnamkrieg. Im Sozialistischen Deutschen Studentenbund (SDS) gelangte er bis in den Bundesvorstand. Daneben begann er eine Tätigkeit als Betriebssanitäter der Kölner Ford-Werke. Damals arbeiteten zahlreiche linke Studenten zeitweilig in einem Betrieb, um sich mit der Arbeiterklasse zu verbünden. 1967 setzte er sein Studium und seine SDS-Tätigkeit in Hamburg fort. Kurz nach dem Attentat auf den linken Studentenführer Rudi Dutschke nahm Roth an Protesten gegen den Verleger Axel Springer teil. Bei einer Demonstration am 1. Mai 1968 wurde Roth festgenommen und kurz darauf wieder freigelassen. Anschließend erließ die Hamburger Justiz einen Haftbefehl gegen ihn wegen Verletzung der Rathaus-Bannmeile. Die Anklage wurde schließlich im Rahmen einer angekündigten Amnestie der Regierung Brandt fallengelassen. 1970 schloss Roth sein Medizinstudium in Hamburg ab.
Als es 1970 im Jordanischen Bürgerkrieg zur Niederschlagung der PLO kam, reiste Roth in den Nahen Osten, um dort medizinische Hilfe zu leisten. Danach arbeitete er einige Zeit im Hamburger Hafenkrankenhaus und ab 1973 im Kölner Vinzenz-Hospital.
Roth engagierte sich nach dem Zerfall des SDS im Internationalismusreferat des AStA der Universität Hamburg und in der daraus hervorgegangenen „Gruppe Trikont“. Aus einem Teil dieser Organisation, zu dem auch Roth gehörte, gingen später die „Proletarische Front“ sowie die „Proletarische Front – Gruppe Westdeutscher Kommunisten“ hervor, die von dem politischen Ansatz der italienischen operaistischen Gruppe „Potere operaio“ inspiriert waren und gemeinsam mit anderen operaistischen Gruppen die Publikationen Wir Wollen Alles und darauf folgend Autonomie – Materialien gegen die Fabrikgesellschaft herausbrachten. Zu beiden Publikationen steuerte Roth Artikel bei und wirkte bei der Gründung der Autonomie 1975 mit. Außerdem schrieb er zur Geschichte und Gegenwart der deutschen Arbeiterbewegung, darunter 1974 das Buch Die „andere“ Arbeiterbewegung.
Zu einem Zwischenfall kam es am 9. Mai 1975, als Roth, wieder in Deutschland, in Köln in eine Polizeikontrolle geriet; er befand sich in Begleitung von Werner Sauber, einem Mitglied der Terrororganisation Bewegung 2. Juni. Es kam zu einer Schießerei, bei der Sauber und der Polizist Walter Pauli getötet wurden. Ein weiterer Polizist wurde angeschossen. Roth selbst wurde lebensgefährlich verletzt und in der Folge wegen Mordes angeklagt, 1977 aber freigesprochen.
Ein Jahr nach der Ermordung Hanns Martin Schleyers durch die Rote Armee Fraktion veröffentlichte Roth unter dem Pseudonym Leo Kerrner eine Analyse Schleyers als „Unperson“. Lutz Hachmeister attestiert Roth, durch seine Schwerpunktsetzung auf der sozialen Praxis näher an Lebenswirklichkeit und Einflussmöglichkeiten des Typus Schleyer herangekommen zu sein als die meisten linken Beobachter. Zugleich habe Roth den jungen Schleyer aber auch mit gewaltigen strategischen Fähigkeiten und operativen Kompetenzen ausgestattet. Roth folgerte, dass die RAF, indem sie Schleyer ermordete, bzw., in Roths Worten, ihn von der „Person Schleyer“ zur „Unperson“ machte, bewiesen habe, dass sie mit demselben abstrakten Hass und der Austauschbarkeit der Opfer arbeitete wie die Institutionen, die sie bekämpfte. Der bewaffnete Kampf der RAF schien für Roth kein Versprechen künftiger Freiheit zu sein, sondern glich der Gewaltausübung des Staates oder, schlimmer, der Gewaltsamkeit einer künftigen Despotie. 1979 kritisierte Roth in einem längeren Text Moral, Gehirnwäsche und Verrat den RAF-Renegaten Horst Mahler und die RAF insgesamt für ihre „elitäre Verachtung der ausgebeuteten Massen in der BRD“ und die übrige Linke für ihre „Entsolidarisierung“ mit der RAF. Roth interessierte sich dagegen für konkrete Arbeits- und Machtverhältnisse in Großbetrieben.
Nach seiner Genesung ließ sich Roth als Arzt in Hamburg nieder und gründete 1980 als sozialpolitisches Projekt im und für den Hamburger Stadtteil St. Pauli eine Hausarztpraxis, in der er bis 1997 tätig war.
Politisch näherte er sich nicht parteigebundenen linken Bewegungen an. Zugleich veröffentlichte er Bücher zur Sozialgeschichte des Nationalsozialismus, insbesondere über die Verbrechen auf medizinischem Gebiet.
Ab Mitte der 1980er Jahre begann Roth sich mit Unternehmensgeschichte zu beschäftigen. Zusammen mit dem als Herausgeber fungierenden Hans Magnus Enzensberger veröffentlichte er mit seiner Stiftung für Sozialgeschichte des 20. Jahrhunderts einige Untersuchungen des O.M.G.U.S., die dieses Büro nach dem Zweiten Weltkrieg gegen große deutsche Unternehmen durchgeführt hatte: Ermittlungen gegen die Deutsche Bank  (1985), die Dresdner Bank (1986) und die I.G. Farben.
1986 war Roth Mitgründer der Zeitschrift 1999. Zeitschrift für Sozialgeschichte des 20. und 21. Jahrhunderts, die seit 2003 unter dem Titel Sozial.Geschichte. Zeitschrift für historische Analyse des 20. und 21. Jahrhunderts erscheint. Für diese ist Roth als Redakteur und Autor tätig. Zudem ist Roth weiterhin Vorstandsvorsitzender der u. a. diese Zeitschrift tragenden Stiftung für Sozialgeschichte des 20. Jahrhunderts. 1986 wurde er an der Universität Hamburg zum Dr. med. mit der Arbeit Filmpropaganda für die Vernichtung der Geisteskranken und Behinderten im „Dritten Reich“ promoviert. 1987 war Karl Heinz Roth wiederum mit seiner Stiftung für Sozialgeschichte des 20. Jahrhunderts Herausgeber des Werkes Das Daimler-Benz-Buch – ein Rüstungskonzern im tausendjährigen Reich, dessen Aufsatz Der Weg zum guten Stern des »Dritten Reichs«. Schlaglichter auf die Geschichte der Daimler-Benz AG und ihrer Vorläufer (1890–1945) aus seiner Feder ist.
1992 legte er seine Dissertation Intelligenz und Sozialpolitik im „Dritten Reich“. Eine methodisch-historische Studie am Beispiel des Arbeitswissenschaftlichen Instituts der Deutschen Arbeitsfront in Geschichtswissenschaft vor und wurde an der Universität Bremen zum Dr. phil. promoviert. Sein Doktorvater war Hans-Josef Steinberg. Die Arbeit erschien 1993 im Saur-Verlag und wurde 2011 neu aufgelegt.
Ebenfalls 1992 veröffentlichte Roth zusammen mit Angelika Ebbinghaus eine Dokumentation über den im nationalsozialistischen Deutschland stark engagierten Historiker Theodor Schieder. Darin ging es um dessen bis dahin kaum bekannte Polendenkschrift vom 7. Oktober 1939. Roth äußerte sich in der Folge zur Wissenschaftsgeschichte der Geschichtswissenschaft im 20. Jahrhundert, insbesondere zum Verhältnis zwischen Historikern und dem Nationalsozialismus.
Im Jahr 2000 veröffentlichte er die Schrift Anschließen, angleichen, abwickeln, in der er die Planungen westdeutscher Regierungsstellen für den Fall der Wiedervereinigung beschrieb. Zum fünfjährigen Jubiläums-Ratschlag von Attac Deutschland im April 2005 hielt Roth die Abschlussrede mit dem Titel Der Zustand der Welt und die Chancen einer glaubwürdigen Alternative. Er zählt sich zur sogenannten Graswurzelbewegung und ist gleichzeitig als linker Publizist tätig.
Im Jahre 2023 berichtete Roth, dass er über die „Nordroute“ von 1967 bis 1973 desertierte amerikanische Soldaten nach Schweden geschleust habe.
Karl Heinz Roth ist im Beirat des Internetprojektes Informationen zur deutschen Außenpolitik. Die Gruppe Wildcat, in deren gleichnamiger Zeitschrift er publiziert, bezeichnet er als seine politische Heimat. Sein politischer Ansatz ist weiterhin stark vom Operaismus beeinflusst.

## Schriften (Auswahl)
- mit Eckard Kanzow: Unwissen als Ohnmacht. Zum Wechselspiel von Kapital und Wissenschaft. Voltaire Verlag, Berlin 1970.
- mit Nicolaus Neumann und Hajo Leib: Invasionsziel DDR. Psychologische Kampfführung. Vom Kalten Krieg zur Neuen Ostpolitik. Konkret-Buchverlag, Hamburg 1971.
- Die „andere“ Arbeiterbewegung und die Entwicklung der kapitalistischen Repression von 1880 bis zur Gegenwart. Ein Beitrag zum Neuverständnis der Klassengeschichte in Deutschland. Mit ausführlicher Dokumentation zu Aufstandsbekämpfung, Werkschutz u. a., Trikont-Verlag, München 1974, ISBN 3-920385-55-1.
- Ein ganz gewöhnlicher Mordprozeß? Das politische Umfeld des Prozesses gegen Roland Otto, Karl-Heinz Roth und Werner Sauber, hrsg. v. Klaus Dethloff, Armin Golzem, Heinrich Hannover, Wolfgang Heiermann, Frank Niepel, Roland Otto u. Karl Heinz Roth. Rotbuch Verlag, Berlin 1978, ISBN 3-88022-198-7.
- Terror und Unperson. In: Die Beute. Zeitschrift für Politik und Verbrechen 15/16 (1997), S. 101–123 (zuerst erschienen unter dem Pseudonym Leo Kerrner in: Autonomie 1978, H. 10).
- mit Angelika Ebbinghaus und Heidrun Kaupen-Haas (Hrsg.): Heilen und Vernichten im Mustergau Hamburg – Bevölkerungs- und Gesundheitspolitik im Dritten Reich. Neuer Konkret Verlag, Hamburg 1984, ISBN 3-922144-41-1.
- mit Götz Aly: Die restlose Erfassung. Volkszählen, Identifizieren, Aussondern im Nationalsozialismus. Rotbuch Verlag, Berlin 1984 (überarb. Neuaufl. Fischer (Tb.), Frankfurt 2000, ISBN 3-596-14767-0).
- Filmpropaganda für die Vernichtung der Geisteskranken und Behinderten im „Dritten Reich“. In Reform und Gewissen. „Euthanasie“ im Dienst des Fortschritts (= Beiträge zur nationalsozialistischen Gesundheits- und Sozialpolitik. Bd. 2). Rotbuch, Berlin 1985, ISBN 3-88022-951-1, S. 125–193.
- Die historische Bedeutung der RAF. In: Die alte Straßenverkehrsordnung. Dokumente der RAF. Mit Beiträgen von Wolfgang Pohrt, K. Hartung, Gabriele Goettle, Joachim Bruhn, K. H. Roth, Klaus Bittermann. Edition Tiamat, Berlin 1986, ISBN 3-923118-06-6, S. 175–198.
- Der Weg zum guten Stern des »Dritten Reichs«: Schlaglichter auf die  Geschichte der Daimler-Benz AG und ihrer  Vorläufer (1890–1945). In: Stiftung für Sozialgeschichte des 20. Jahrhunderts (Hrsg.): Das Daimler-Benz-Buch – ein Rüstungskonzern im „Tausendjährigen Reich“. Nördlingen 1987, ISBN 3-89190-950-0.
- mit Michael Schmid (Hrsg.): Die Daimler-Benz AG 1916–1948. Schlüsseldokumente zur Konzerngeschichte. Nördlingen 1987. ISBN 3-89190-955-1.
- Menschenversuche – Wahnsinn und  Wirklichkeit. Als Hrsg. mit einem Vorwort von Roth. Kölner Volksblatt, Köln 1988, ISBN 3-923243-30-8.
- mit Angelina Sörgel, Frieder Otto Wolf, Hermannus Pfeiffer, Klaus Milke und Gisela Rubbert (Hrsg.): Macht ohne Kontrolle. Berichte über die Geschäfte der Deutschen Bank. Schmetterling Verlag, Stuttgart 1990.
- Intelligenz und Sozialpolitik im „Dritten Reich“. Eine methodisch-historische Studie am Beispiel des Arbeitswissenschaftlichen Instituts der Deutschen Arbeitsfront. Saur, München 1993, ISBN 3-11-199988-2 (wieder ebd. 2011, ISBN 978-3-11-169050-6. Zugl. Diss. phil, Geschichtswissenschaft, Universität Bremen 1992).
- Karl Heinz Roth: … und es begann die Zeit der Autonomie. Politische Texte, hrsg. v. Frombeloff, Verlag Libertäre Association,  Hamburg 1993, ISBN 3-922611-42-7.
- Auf dem Glatteis des neuen Zeitalters – Die Krise, das Proletariat und die Linke. In: Res Strehle u. a.: Krise – welche Krise? Hrsg. von der IG Rote Fabrik. Edition ID-Archiv, Berlin/Amsterdam 1995 (online).
- Geschichtsrevisionismus. Die Wiedergeburt der Totalitarismustheorie. KVV Konkret, Hamburg 1999, ISBN 3-930786-20-6.
- Anschließen, angleichen, abwickeln. Die westdeutschen Planungen zur Übernahme der DDR 1952 bis 1990. Konkret Literatur Verlag, Hamburg 2000, ISBN 3-930786-27-3.
- mit Werner Röhr und Brigitte Berlekamp (Hrsg.): Der Krieg vor dem Krieg. Politik und Ökonomik der »friedlichen« Aggressionen Deutschlands 1938/1939. VSA-Verlag, Hamburg 2001, ISBN 3-87975-837-9.
- mit Arno Klönne und Karl-Adolf Otto (Hrsg.): Fluchtpunkte. Das soziale Gedächtnis der Arbeiterbewegung. VSA-Verlag, Hamburg 2003, ISBN 3-89965-039-5.
- mit Angelika Ebbinghaus (Hrsg.): Rote Kapellen – Kreisauer Kreise – Schwarze Kapellen. Neue Sichtweisen auf den Widerstand gegen die NS-Diktatur 1938–1945. VSA-Verlag, Hamburg 2004, ISBN 3-89965-087-5.
- Der Sozialkahlschlag: Perspektiven von oben – Gegenperspektiven von unten. In: Engelke, Klein, Wilk (Hrsg.): Soziale Bewegungen im globalisierten Kapitalismus. Trotzdem Verlag, Frankfurt 2005, ISBN 3-931786-22-6.
- Die Intelligenz und die „soziale Frage“ – Aus heutiger Sicht. In: grundrisse.zeitschrift für linke theorie & debatte. Nr. 18, 2006.
- Heydrichs Professor. Historiographie des „Volkstums“ und der Massenvernichtungen: Der Fall Hans Joachim Beyer. In: Peter Schöttler (Hrsg.): Geschichtsschreibung als Legitimationswissenschaft 1918–1945. Suhrkamp, Frankfurt 1997, ISBN 3-518-28933-0, S. 262–342.
- mit Marcel van der Linden (Hrsg.) unter Mitarb. v. Max Henninger: Über Marx hinaus. Arbeitsgeschichte und Arbeitsbegriff in der Konfrontation mit den globalen Arbeitsverhältnissen des 21. Jahrhunderts. Assoziation A, Berlin 2009, ISBN 978-3-935936-80-4.
- Die globale Krise. Globale Krise – Globale Proletarisierung – Gegenperspektiven, VSA-Verlag, Hamburg 2010, ISBN 978-3-89965-363-2. Rezension bei HSozKult
- mit Jan-Peter Abraham: Reemtsma auf der Krim. Tabakproduktion und Zwangsarbeit unter der deutschen Besatzungsherrschaft 1941–1944. Edition Nautilus, Hamburg 2011, ISBN 978-3-89401-745-3.
- mit Zissis Papadimitriou: Die Katastrophe verhindern. Manifest für ein egalitäres Europa. Edition Nautilus, Hamburg 2013, ISBN 978-3-89401-785-9.
- griechenland am abgrund. die deutsche reparationsschuld. eine flugschrift. VSA-Verlag, Hamburg 2015, ISBN 978-3-89965-664-0.
- mit Ulf-Thomas Lesle: Völkische Netzwerke. Alfred Toepfer und das Stiftungsunternehmen ACT/F.V.S. Eine Forschungsbilanz. In: Zeitschrift für Geschichtswissenschaft. Jg. 63, H. 3, 2016, S. 213–234.
- mit Hartmut Rübner: Reparationsschuld – Hypotheken der deutschen Besatzungsherrschaft in Griechenland und Europa. Metropol, Berlin 2017, ISBN 978-3-86331-265-7 (Aufsatzsammlung).
- Alfred C. Toepfer. In: Michael Fahlbusch, Ingo Haar, Alexander Pinwinkler (Hrsg.): Handbuch der völkischen Wissenschaften. Akteure, Netzwerke, Forschungsprogramme. 2., grundlegend überarbeitete und erweiterte Auflage. Unter Mitarbeit von David Hamann, 2 Bände. Berlin 2017, ISBN 978-3-11-043891-8, S. 825–843.
- mit Hartmut Hübner: Verdrängt, vertagt, zurückgewiesen. Die deutsche Reparationsschuld am Beispiel Polens und Griechenlands. Metropol-Verlag. Berlin 2019, ISBN 978-3-86331-487-3.
- Blinde Passagiere. Die Corona-Krise und ihre Folgen. Antje Kunstmann, München 2022, ISBN 978-3-95614-484-4.[18]
- Sozial.Geschichte Online. 33 (2022) Sonderheft zum 80. Geburtstag von Karl Heinz Roth, freier Download als PDF (druckt sechs Aufsätze von Roth erneut ab).

## Film
- Vor 4 Jahren – vor 2 Jahren, mit Karl Heinz Roth und Roland Otto, Dokumentarfilm von Wolfgang Höpfner und Norbert Weyer, BR Deutschland 1977, 103 min, 16 mm, s/w[19]
- Zwei Protokolle, mit Karl Heinz Roth, Dokumentarfilm von Wolfgang Höpfner, BR Deutschland 1978, 42 min, 16 mm, s/w[20]